# کتابخانه تخصصی ادبیات
کتابخانه تخصصی ادبیات یکی از کتابخانه‌های تخصصی در قم وابسته به دفتر سید علی سیستانی است. این کتابخانه هم‌اکنون بیش از ۸۰ هزار جلد کتاب چاپی و ۸۶۰۰ شماره نشریه دارد.

## پایگاه اینترنتی
این کتابخانه از سال ۱۳۹۰ فعالیت‌های خود را در فضای مجازی توسعه داده‌است. در بخشی از وب‌سایت کتابخانه، متن کامل برخی از مهم‌ترین کتاب‌های فارسی در اختیار مخاطبان قرار گرفته‌است. هدف اصلیِ این بخش، ایجاد امکان دسترسی به کتاب‌های تخصصی خصوصاً کتاب‌های نایاب بوده‌است. همچنین در بخش دیگری از وبسایت، علاوه بر معرفی کوتاهِ تازه‌ترین آثار جدیدِ منتشرشده، فایل پی‌دی‌اف بخشی از صفحات کتاب نیز ارائه شده‌است.